# Comitê Popular da Coreia do Norte
O Comitê Popular da Coreia do Norte (Chosŏn'gŭl: 북조선인민위원회) foi um governo provisório que governou a parte norte da Península coreana de 1947 até 1948.
Estabelecido em 21 de fevereiro de 1947 como sucessor do governo provisório de facto do Comitê Popular Provisório da Coreia do Norte, o governo provisório era pró-Soviético e ideologicamente alinhado ao comunismo. Funcionou em paralelo à Administração Civil Soviética, que serviu como em uma espécie de papel consultivo ao governo provisório. O comitê atuou supervisionando a transição para o estabelecimento de um estado comunista na região ocupada pela União Soviética, estado esse que seria denominado República Popular Democrática da Coreia e formalmente estabelecido em 9 de setembro de 1948.

## Organização
O Comitê Popular da Coreia do Norte foi organizado durante a primeira sessão da Assembleia Popular da Coreia do Norte realizada entre 21 e 22 de fevereiro de 1947. A sessão decidiu transferir o poder do Comitê Popular Provisório da Coreia do Norte para o Comitê Popular da Coreia do Norte, e elegeu Kim Il-sung como presidente baseada em uma proposta da Frente Unida Nacional Democrática liderada por Choe Yong-gon.
A Assembleia Popular deu autorização para Kim Il-sung organizar o Comitê Popular.
| Posição                                 | Nome          | Afiliação                           |
| --------------------------------------- | ------------- | ----------------------------------- |
| Presidente                              | Kim Il-sung   | Partido dos Trabalhadores da Coreia |
| Vice-Presidente                         | Kim Tu-bong   | Partido dos Trabalhadores da Coreia |
| Vice-Presidente                         | Hong Ki-ju    | Partido Democrata                   |
| Secretário-Geral                        | Han Pyong-ok  | Partido dos Trabalhadores da Coreia |
| Departamento de Planejamento            | Jong Jun-taek | Partido dos Trabalhadores da Coreia |
| Departamento da Indústria               | Ri Mun-hwan   | Independente                        |
| Departamento de Assuntos Internos       | Ri Sun-gun    | Partido dos Trabalhadores da Coreia |
| Departamento de Assuntos Externos       | Ri Kang-guk   | Partido dos Trabalhadores da Coreia |
| Departamento de Finanças                | Ri Pong-su    | Partido dos Trabalhadores da Coreia |
| Departamento de Transportes             | Ho Nam-hui    | Independente                        |
| Departamento de Agricultura e Florestas | Ri Sun-gun    | Partido dos Trabalhadores da Coreia |
| Departamento de Serviços Postais        | Ju Hwang-sop  | Partido Chondoista Chongu           |
| Departamento de Comércio                | Jang Si-u     | Partido dos Trabalhadores da Coreia |
| Departamento de Saúde                   | Ri Tong-yong  | Partido Democrata                   |
| Departamento de Educação                | Han Sol-ya    | Partido dos Trabalhadores da Coreia |
| Departamento de Trabalho                | O Ki-sop      | Partido dos Trabalhadores da Coreia |
| Departamento de Justiça                 | Ri Ju-yon     | Partido dos Trabalhadores da Coreia |
| Departamento de Censura Pública         | Choe Chang-ik | Partido dos Trabalhadores da Coreia |
| Birô Executivo                          | Jang Jong-sik | Partido dos Trabalhadores da Coreia |
| Birô de Propaganda                      | Ho Jong-suk   | Partido dos Trabalhadores da Coreia |
| Birô de Política de Alimentação         | Song Pong-uk  | Partido dos Trabalhadores da Coreia |
| Birô de Assuntos Gerais                 | Kim Jong-ju   | Partido Chondoista Chongu           |

## Dissolução
A República Popular Democrática da Coreia foi proclamada em 9 de setembro de 1948, efetivamente dissolvendo o governo provisório. As forças soviéticas partiram da Coreia do Norte nesse mesmo ano.